# Chuỗi tràng hạt (Phật giáo)

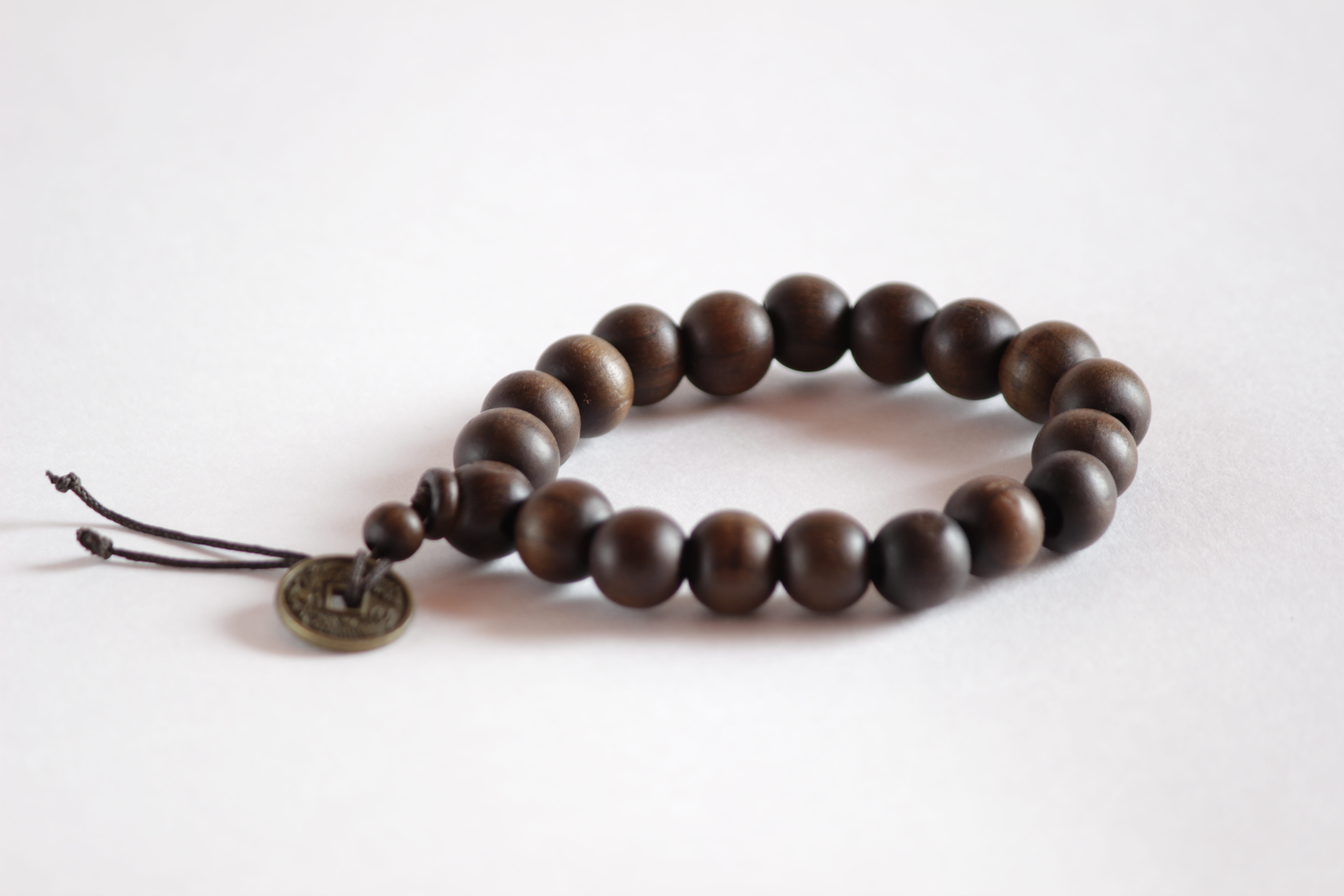
Chuỗi tràng hạt Phật giáo

Chuỗi tràng hạt là một vật dụng trong việc tụng kinh Phật giáo gồm một vòng xâu hạt. Hạt có thể làm bằng hàng thảo mộc, bằng xương, bằng đá hay bằng plastic. Đôi khi hạt chuỗi làm bằng thủy tinh, ngà voi, san hô, mã não, hổ phách.

## Phật giáo Đại thừa
Phật giáo Đại thừa dùng chuỗi hạt với con số 108 hoặc một ước số của 108. Điển hình là phái Tịnh Độ dùng chuỗi có 27 hạt.

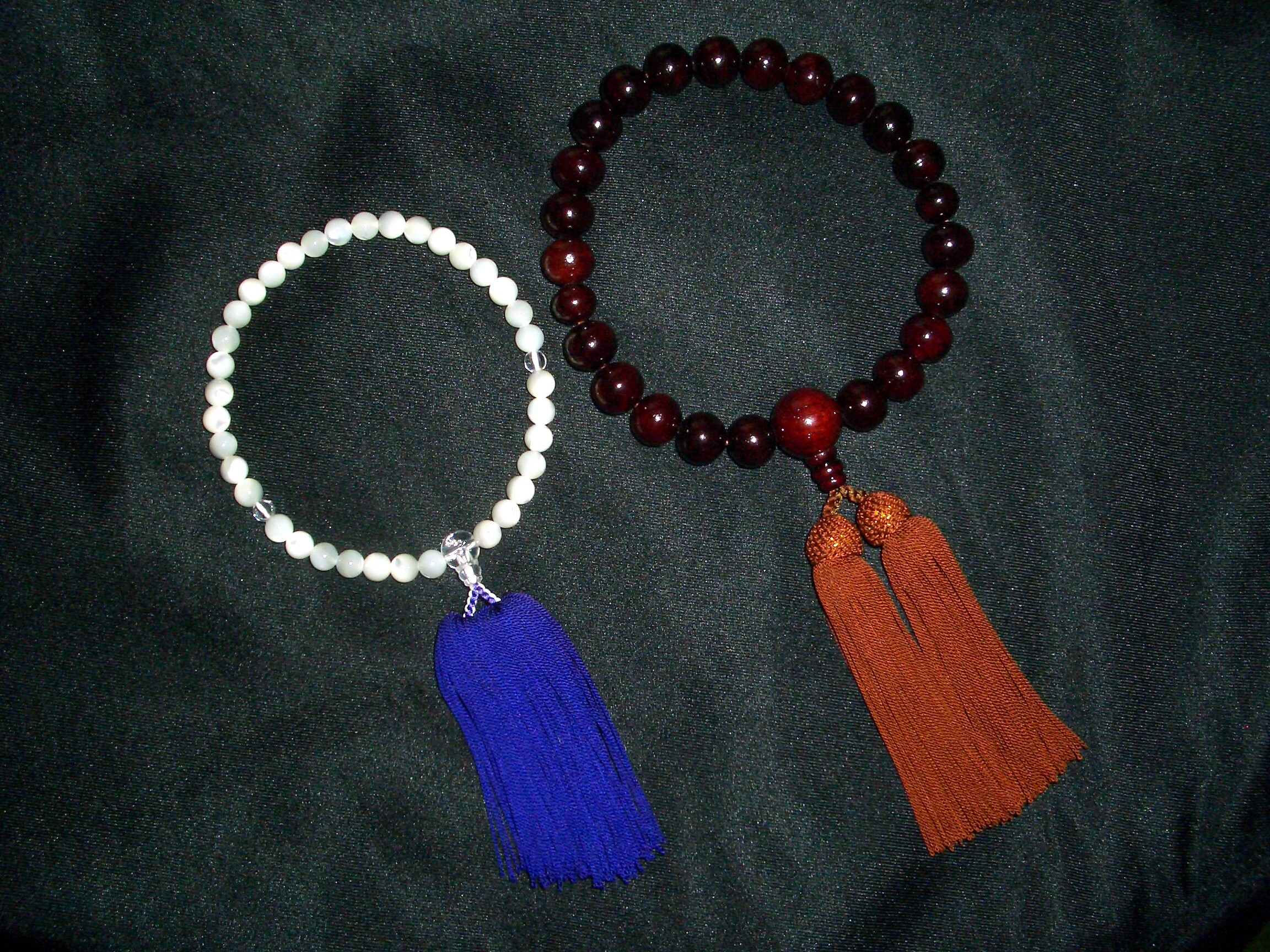
Chuỗi tràng hạt loại ngắn.

Ở Trung Hoa chuỗi tràng hạt được gọi là shu zhu (数珠: số châu); Fo zhu (佛珠: Phật châu) hoặc nian zhu (念珠: niệm châu).
Nhật Bản thì gọi là juzu (数珠: số châu) và nenju (念珠: niệm châu). Phái Jodo Shu (浄土宗: Tịnh Độ Tông) dùng chuỗi hai vòng; một hạt vòng ngoài dùng để đếm mỗi lần tụng; một hạt vòng trong để đếm khi đã tụng hết một chu kỳ vòng ngoài. Khi tụng đủ hết các hạt vòng trong lẫn ngoài thì tổng số có thể lên đến 60.000 lần. Tuy nhiên người tụng cũng tùy nghi theo khả năng.
Phái Jodo Shinshu (浄土真宗: Tịnh Độ Chân tông) thì không chú trọng đến con số tụng niệm. Tín đồ chỉ dùng chuỗi tràng hạt trong phần lễ nghi với chuỗi hạt quyện vòng cả hai tay chắp. Tay trái tượng trưng cho Saṃsāra (Luân hồi); tay phải là Nirvana (Niết-bàn). Chuỗi hạt thể hiện sự nhất thể của tín đồ và Phật A-di-đà.
Phái Shingon (眞言: Chân ngôn) dùng chuỗi 108 hạt để niệm Phật. Khi làm lễ, tín đồ dùng hai tay xoa vòng chuỗi để biểu hiện xóa tẩy bụi trần.

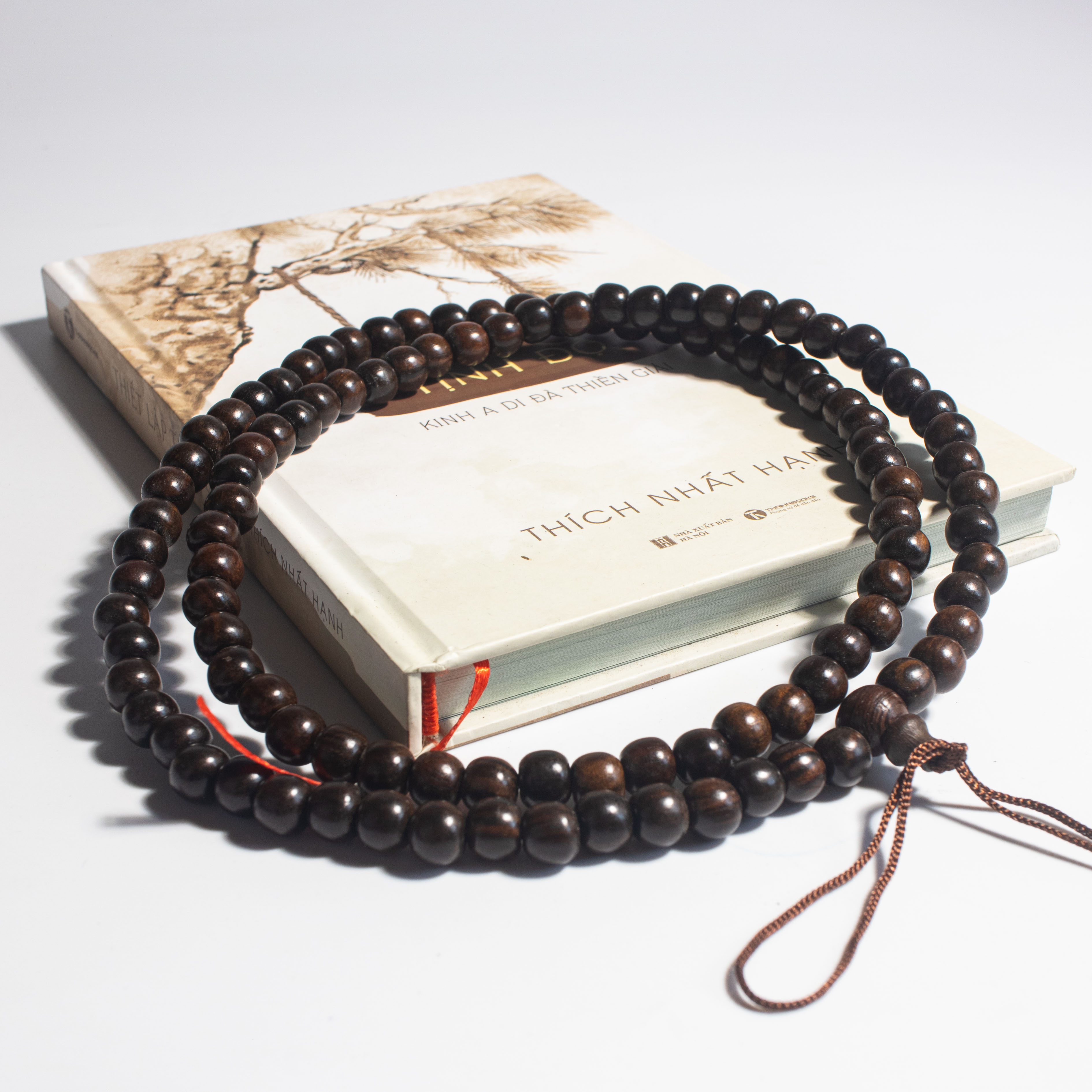
Tràng hạt 108 hạt

## Phật giáo Nam tông
Phật giáo Nam tông cũng dùng chuỗi tràng hạt như trường hợp ở Myanma.

## Phật giáo Tây Tạng
Phật giáo Tây Tạng dùng chuỗi với 108 hạt. Đôi khi chuỗi 21 hay 28 hạt cũng được dùng nhưng loại chuỗi ngắn chủ yếu là để đếm con số lạy rạp người khi lễ Phật.

## Biểu tượng của số hạt trong chuỗi
Trong Phật học thì con số 108 tượng trưng cho 108 phiền não (Kleśā) của con người. Lục giác (thị giác, thính giác, vị giác, khứu giác, cảm giác, và thức giác) nhân làm ba, tức ba loại phản ứng (lạc, khổ, vô ký) thì ra con số 18. Mười tám nhân hai, tức hai thể (thiện hay bất thiện) thì có con số 36. Ba mươi sáu nhân ba, tức ba thời (quá khứ, hiện tại, và vị lai) thì là con số 108 phiền não.
Phật giáo Việt Nam thì giải thích là khi lục căn (mắt, tai, mũi, lưỡi, thân và ý) không thanh tịnh vì thiếu lục thức (nhãn thức, nhĩ thức, tỷ thức, thiệt thức, thân thức và ý thức) thì dễ bị dao động bởi lục trần (sắc, thanh, hương, vị, xúc và pháp). Sáu căn, sáu trần, và sáu thức cộng lại, thành ra thập bát giới (18). Con số này nhân cho sáu phiền não căn bản (tham, sân, si, mạn, nghi, ác kiến) thì là số thành 108 (18x6=108).
Chuỗi 108 hạt là biểu thị cho cầu chứng 108 pháp Tam Muội mà đoạn trừ 108 phiền não.
Chuỗi 54 hạt là biểu thị cho 54 cấp vị quá trình tu hành của Bồ Tát, tức là Thập Tín, Thập Trú, Thập Hạnh. Thập Hồi Hướng, Thập Địa và Tứ Thiện Căn Nhân Địa.
Chuỗi 42 hạt là biểu thị cho 42 cấp vị quá trình tu hành của Bồ Tát, tức là Thập Trú, Thập Hạnh, Thập Hồi Hướng, Thập Địa và Đẳng Giác, Diệu Giác.
Chuỗi 27 hạt là biểu thị cho 27 cấp vị của Tiểu Thừa tu hành Tứ Hướng Quả, tức là 18 bậc Hữu Học của Tứ Hướng Tam Quả trước, với 9 bậc Vô Học của Đệ Tứ Quả A La Hán.
Chuỗi 21 hạt là biểu thị cho 21 vị, tức là Thập Địa, Thập Ba La Mật và quả vị Phật.
Chuỗi 14 hạt là biểu thị cho 14 Pháp Vô Úy của Bồ Tát Quán Thế Âm.
Chuỗi 1.080 hạt là biểu thị cho 10 cảnh giới, mỗi cảnh giới đều có 108, cho nên cộng thành 1.080.
Ý nghĩa của chuỗi 36 hạt và 18 hạt có nhiều người cho là không biểu trưng cho pháp số nào trong Phật giáo, và cho rằng nó tương đồng với chuỗi 108 hạt. Theo đó, để tiện cho sự mang đeo, bèn chia chuỗi 108 hạt ra thành 3 chuỗi, mỗi chuỗi có 36 hạt, hoặc chia chuỗi 108 hạt ra làm 6 xâu, mỗi xâu có 18 hạt, mà không phải có thâm nghĩa nào cả.
Tuy vậy, chúng ta cần biết rằng, sự khác biệt của số hạt với những ý nghĩa biểu trưng khác nhau trên đây, là do các vị Bồ tát, hiền thánh tăng, sau khi đức Phật nhập diệt, đã tùy duyên giao phó làm phương tiện giáo hóa, mà không phải bắt nguồn từ văn của Kinh điển gốc đã.